# Horacio Esteves
Horacio Esteves (Yaritagua, 6 luglio 1941 – 26 luglio 1996) è stato un velocista venezuelano.

## Biografia
Si mise in evidenza ai Giochi olimpici di Roma 1960 dove, appena diciannovenne, raggiunse le semifinali.
Il 15 agosto 1964 a Caracas corse i 100 metri in 10 secondi netti eguagliando il record mondiale detenuto da Armin Hary e Harry Jerome. Fu però costretto a rinunciare alle Olimpiadi di Tokyo 1964 per un infortunio muscolare. Quattro anni dopo, a Città del Messico 1968, ormai a fine carriera, fu eliminato nelle batterie.
Esteves fu detentore anche del record mondiale sulle 100 iarde col tempo di 9"2.

## Palmarès
| Anno | Manifestazione                    | Sede              | Evento                | Risultato  | Prestazione | Note  |
| ---- | --------------------------------- | ----------------- | --------------------- | ---------- | ----------- | ----- |
| 1959 | Giochi centramericani e caraibici | Caracas           | Staffetta 4×100 metri | Oro        |             |       |
| 1960 | Giochi olimpici                   | Roma              | 100 metri piani       | Semifinali |             | [ 1 ] |
| 1960 | Giochi olimpici                   | Roma              | Staffetta 4×100 metri | Batterie   |             | [ 2 ] |
| 1961 | Giochi bolivariani                | Barranquilla      | 100 metri piani       | Oro        |             |       |
| 1961 | Giochi bolivariani                | Barranquilla      | 200 metri piani       | Argento    |             |       |
| 1962 | Giochi centramericani e caraibici | Kingston          | Staffetta 4×100 metri | Oro        |             |       |
| 1963 | Giochi panamericani               | San Paolo         | Staffetta 4×100 metri | Argento    |             |       |
| 1968 | Giochi olimpici                   | Città del Messico | 100 metri piani       | Batterie   |             | [ 3 ] |